# Comté de McClain
Le comté de McClain est un comté situé dans l'État de l'Oklahoma aux États-Unis. Le siège du comté est Purcell. Selon le recensement de 2010, sa population est de 34 506 habitants.

## Comtés adjacents
- Comté de Cleveland (nord)
- Comté de Pottawatomie (nord-est)
- Comté de Pontotoc (est)
- Comté de Garvin (sud)
- Comté de Grady (ouest)

## Principales villes
- Blanchard
- Byars
- Cole
- Dibble
- Goldsby
- Newcastle
- Purcell
- Rosedale
- Washington
- Wayne